# Parascotolemon
Genre
Synonymes
- Actinobunus Goodnight & Goodnight, 1942

Parascotolemon est un genre d'opilions laniatores de la famille des Zalmoxidae.

## Distribution
Les espèces de ce genre se rencontrent en Guyane, au Guyana et au Venezuela.

## Liste des espèces
Selon World Catalogue of Opiliones (19/10/2021) :
- Parascotolemon bipunctus González-Sponga, 1987
- Parascotolemon hirsutus (Goodnight & Goodnight, 1942)
- Parascotolemon ornatus Roewer, 1912

## Publication originale
- Roewer, 1912 : « Die Familien der Assamiiden und Phalangodiden der Opiliones-Laniatores. (= Assamiden, Dampetriden, Phalangodiden, Epedaniden, Biantiden, Zalmoxiden, Samoiden, Palpipediden anderer Autoren). » Archiv für Naturgeschichte, sér. A, vol. 78, no 3, p. 1–242 (texte intégral).